# Бурман, Давид Семёнович
Дави́д Семёнович Бу́рман (род. 13 ноября 1961, Черновцы, Украинская ССР) — русский театральный режиссёр и продюсер. Член Союза театральных деятелей Российской Федерации. Член Экспертного совета по негосударственным театрам Комитета по культуре Администрации Санкт-Петербурга. Член UNIMA, AVIAMA , ENCATC . Проживает и работает в г. Санкт-Петербурге.
Президент и директор Международного фестиваля КУКАRТ.
Директор Автономной некоммерческой организации «Интерстудио».

## Биография
Давид Бурман родился в многодетной еврейской семье (пятеро детей). Отец — Бурман Семён Михайлович, кварцедув-стеклодув (умер в 2007 году), мать — Бурман Белла Михайловна, мед. работник. Детство и юность прошли в городе Ужгород, Закарпатье.
«Я с десяти лет люблю театр кукол. С тех пор, как мне в руки попал кукольный с крючковатым носом Петрушка (именно с него началось появление перчаточных кукол). И профессиональная деятельность тоже начиналась с театра кукол — моя первая профессия актёр-кукольник. Как сказал Андрей Толубеев: „В определенные моменты куклы могут быть честнее и искреннее, чем драматические актёры“». Первый актёрский опыт Давид приобрёл в театре-студии «Ровесник», под руководством Льва Луцкера.
Учился Давид в средней школе № 3 и № 9 г. Ужгорода, затем в техническом училище № 5 и работал автослесарем. Служил в советской армии с 1979 по 1981 годы.
После армии работал актёром в Закарпатском областном театре кукол, снимался в эпизодических ролях в фильмах: «Репортаж на память» (Киностудия имени А. Довженко, 1982 год), «Трое на шоссе» (Мосфильм, 1983 год). В 1983 году уехал учиться к мастеру курса «актёр театра кукол» Михаилу Хусиду в Оренбургское музыкальное училище. Окончил с красным дипломом в 1986 году и работал по распределению актёром и режиссёром в Джезказганском областном театре кукол с 1986 по 1990 годы.
В период с 1983 по 1993 годы поставил 10 детских и 5 взрослых спектаклей. В 1983 году поступал в ЛГИТМиК на факультет театра кукол, на курс создателя ленинградской школы кукольников Михаила Михайловича Королёва. На экзамене по мастерству актёра познакомился с Великим Мастером режиссёром-авангардистом Михаилом Александровичем Хусидом и он предложил поступить на второй курс по специальности актёр театра кукол в Оренбургское музыкальное училище, сдать экстерном экзамены за первый курс. В 1986 году окончил ОМУ с красным диплом.
В 1990 году поступил в ЛГИТМиК одновременно на кафедру «Организация и управление театрального дела» театроведческого факультета и на режиссёра театра кукол. Окончил по специальности «Театровед-Менеджер» в 1997 году.
Параллельно с учёбой занимался созданием проекта «Интерстудио», возникшего на базе совместного с Францией актёрско-режиссёрского курса кафедры театра кукол ЛГИТМиКа и Санкт-Петербургского театра марионеток им. Е. С. Деммени. Основателями были — мастер Михаил Хусид с Юрием Нолевым-Соболевым (СССР) и Жозе Собрекас (Франция).
С 1993 по 2001 годы был исполняющим обязанности директора Царскосельского филиала СПБГАТИ «Интерстудио» и его проректором. С 2001 года филиал был реорганизован в Федеральное государственное учреждение — институт инновационных программ повышения квалификации и переподготовки работников культуры «Интерстудио». Ректор института — профессор, доктор искусствоведения Елена Александровна Левшина. Давид Семёнович — первый проректор по развитию.
С 2008 по 2010 годы, после смерти Елены Александровны Левшиной, исполнял обязанности ректора.
В 2008 году в связи с прекращением деятельности института создал Автономную некоммерческую организацию «Дирекция инновационных программ национальной премии и фестивалей для детей „Интерстудио“».
С начала по декабрь 2011 года проработал советником генерального директора крупнейшей коммерческой транспортной кампании ООО «Кадровый центр ОЖД».
С декабря 2011 по 31 декабря 2012 года работал Арт-директором и режиссёром Кемеровского областного театра драмы имени А. В. Луначарского.

## Творческие проекты
Давид Бурман широко известен в театральных кругах как талантливый артист и режиссёр, успешный продюсер и член жюри многих театральных фестивалей. Коллеги говорят про него: «За что бы Давид Семёнович ни взялся, сделает это лучше всех». Каждый его проект запоминается зрителям и участникам как яркое событие в мире искусства.
- Генеральный продюсер спектакля «Бобо мертва… прости мне Вавилон». Режиссёр Михаил Хусид (1994 г.)
- Генеральный продюсер спектакля «Войцек» премии международных фестивалей «Kulturtage» (Германия), «Est&Westщ» (Германия), лауреат международного фестиваля дипломных спектаклей «Подиум» (Москва), режиссёр Олег Николаенко (1995 г.)[4][10]
- Генеральный продюсер спектакля «В Мадрид, Мадрид» лауреата фестивалей «ENCOUNTER» (Чехия), «Балтийский дом», «Рождественские вечера» (Санкт-Петербург), режиссёр Лев Эренбург (1999 г.)[11][12]
- Сопродюсер спектакля «Семенюки» клоун-мим театр «Лицедеи» (Санкт-Петербург — 1999 г.)
- Автор Продюсерской премии КУКАRТ за создание уникальной инфраструктуры театра кукол — руководителям регионов России (2000 г.)
- Продюсер по прокату театра «Кукольный Формат» (Санкт-Петербург — 2001-2011 гг.)
- Сопродюсер международного рок-фестиваля «Пушкин-Драйв» (2003 г.)
- Генеральный продюсер Первого Международного Фестиваля Тяжелого Рока OPEN AIR ROCK PALASE (Пушкино — 2005 г.)
- Издатель совместно с СТД РФ театрального журнала «КУКАRТ», и специального буклета «Балаган». Материалы лаборатории режиссёров-художников театров кукол под руководством И. П. Уваровой-Даниэль (2003-2006 гг.)
- Художественный руководитель специальной программы «КУКARТ в Саду Эрмитаж» в рамках Х Всемирного фестиваля детских театров (Москва — 2008 г.)
- Генеральный продюсер спектакля — «Обломов» в театре кукол «Огниво» (Мытищи — 2009 г.)
- Генеральный продюсер музыкального спектакля «Моя прекрасная Вампука», автор и режиссёр Женя Глюк (диджей — Радио Rocks), (2009 г.)
- Генеральный продюсер моноспектакля «Целлофан», режиссёр Игорь Ларин. Совместный проект АСЕ — production (Финляндия, Санкт-Петербург — 2009 г.)[4]
- Генеральный продюсер и художественный руководитель Интерактивного уличного фестиваля-карнавала для детей и взрослых «Петрушки всего мира в Царском Селе» (2010 г.)[13]
- Генеральный продюсер моноспектакля «Целлофан», режиссёр Дмитрий Петрунь. Совместный проект АСЕ — production, АНО «ИНТЕРСТУДИО», Кемеровский областной театр драмы им. А. В. Луначарского (Финляндия, Санкт-Петербург, Кемерово — 2010 г.)[14]
- Автор и Арт-директор Первого Всемирного фестиваля школ кукольников (Санкт-Петербург — 2010 г.)[15]
- Генеральный продюсер спектакля — мюзикла «Муха-Цокотуха» в театре «Кукольный формат», режиссёр и художник Анна Викторова (2010 г.)
- Продюсер спектакля «Русалка Света из деревни Перемилово» в театре «Кукольный формат» (Санкт-Петербург — 2012 г.)
- Автор и продюсер международного театрального проекта «Интерспектакль» (Финляндия-Кузбасс — 2012 г.), Кемеровский областной театр драмы им. А. В. Луначарского
- Продюсер спектакля «БЕККЕТ»по пьесам С. Беккета «Звук шагов», «Последняя лента Круппа» — в рамках международного театрального проекта «Интерспектакль» (Финляндия, Кузбасс — 2012 г.)[16]
- Консультант III Международного кукольного карнавала в Алма-Ате (2012-2013 гг.)[17]
- Автор и генеральный продюсер проекта «Межрегиональный проект для тетей и взрослых с ограниченными возможностями» (при поддержке Министерства культуры Российской Федерации). Передвижной спектакль-театр «Люди-разбойники из Кардамона» (Улан-Удэ — 2016-2017 гг.)[18]
- Режиссёр-постановщик спектакля «Добрый Хортон» в Жезказганском театре кукол (1988 г.)
- Режиссёр-постановщик спектакля «Вы знаете?» в детской театре — студии при Жезказганском областном доме пионеров (1990 г.)
- Режиссёр-постановщик спектакля «Беня Фис или Двенадцать стульев» в юношеской театре-студии при Жезказганском областном доме пионеров (1992 г.)
- Режиссёр-постановщик спектакля «Прыгающая принцесса» в частном театре Ужгорода (1992 г.)
- Режиссёр-постановщик спектакля «Эмигранты» в Кемеровском областном театре драмы им. А. В. Луначарского (2011 г.)
- Режиссёр-постановщик спектакля «Жуки в эмалированном тазу или Розовый кролик» в Кемеровском областном театре драмы им. А. В. Луначарского (2011 г.)
- Режиссёр-постановщик спектакля «Солнечная девочка Пеппи — Длинный чулок» в Кемеровском областном театре драмы им. А. В. Луначарского (2012 г.)
- Режиссёр-постановщик спектакля «Проданный смех» в Оренбургском государственном областном театре кукол (2014 г.)[19]
- Режиссёр-постановщик спектакля «Розовато Змейче» в Сливенском государственном театре кукол (Болгария — 2016 г.)[20]
- Режиссёр-постановщик спектакля «Аистенок и Пугало» в Республиканском государственном театре кукол «Ульгэр» (Улан-Удэ — 2016 г)[21]
- Режиссёр-постановщик спектакля «Люди-разбойники из Кардамона» в Республиканском государственном театре кукол «Ульгэр» (Улан-Удэ — 2016-2017 гг.)[22]
- Режиссёр-постановщик спектакля «Медвежонок Рим-Тим-Ти» в Липецком государственном театре кукол (2017 г.)[23]
- Режиссёр-постановщик спектакля «Маша и Медведь» в Державен куклен театр, Георги Митев Ямбол (Болгария — 2018)[24]
- Автор и Генеральный продюсер проекта «Для детей и взрослых с неограниченными возможностями» (межрегиональный проект). Инновационный театр КУКЛЫ И ЧЕЛОВЕКА кукольно-драматический проект «Три Толстяка» при поддержке Народного артиста РФ Владимира Львовича Машкова и Фонда президентских грантов (Санкт-Петербург, Новокузнецк — 2018 г.)[25]
- Режиссёр-постановщик спектакля «Мертвые души» в Тамбовском государственном театре кукол (2019 г.)[26]
- Режиссёр-постановщик спектакля «Аистенок и Пугало» в Республиканском театре кукол Алматы (2019 г.)[27]
- Режиссёр-постановщик спектакля «Левша-Блоха» в Новокузнецком театре кукол Сказ (2020 г.)[28]
- Мастер-класс «Работа актера над ролью. Иммерсивный театр-работа с глухими и слабослышащими артистами социального проекта "Живой жест" в постановке спектакля "МУМУ"» в Новосибирском областном театре кукол (2021 г.)[29]
- Режиссёр-постановщик спектакля «Медвежонок Рим-Тим-ТИ» в Тольяттинском театре кукол Пилигримы (2022 г.)[30]
- Режиссёр-постановщик спектакля «Тим Таллер или проданный смех» в Хакасском национальном театре кукол Сказка им.Л.Г. Устинова  (2022 г.)[31]
- Режиссёр-постановщик спектакля «Поминальная молитва» в Академическом театре драмы им. В. Савина (Сыктывкар — 2022 г.)[32]
- Режиссёр-постановщик спектакля «Белый пароход» Актюбинский театр кукол (Актобе — 2023 г.)[33]
- Режиссёр-постановщик спектакля «Аистенок и Пугало» Липецкий областной театр кукол (2023 г.)[34]
- Режиссёр-постановщик спектакля «Бесприданница» Брянский областной театр кукол (2023 г.)[35]
- Режиссёр-постановщик спектакля «Аистенок и Пугало» ЛНР (2023 г.)[36]
- Режиссёр-постановщик спектакля «Ревизор» Новосибирский областной театр кукол (2023 г.)[37]
- Режиссёр-постановщик спектакля «Мертвые души» Хабаровский краевой театр кукол (2024 г.)[38]

### Членство в жюри
- Член жюри XXVI международного фестиваля ВГИК (Москва — 2003 г.)[39]
- Член жюри международного фестиваля театров кукол «Путь Кочевника» (Улан-Удэ — 2009, 2017 гг.)[40]
- Член жюри The VII festival in 2009 again was held in Oulu, Finland
- Член жюри всероссийского конкурса-фестиваля театров кукол «Золотой Конек» (Тюмень — 2009 г.)
- Член жюри международного фестиваля «Кукла то же человек» Unima Teatr Nemozliwy (Польша — 2012 г.)
- Член жюри международного фестиваля театра кукол «Кукольные сибирские игры» (Томск — 2012 г.)[41]
- Председатель жюри всемирного карнавала кукол в Алма-Ате (2012, 2015 гг.)[42][43]
- Член жюри международного фестиваля «В гостях у Мойдыся» (Республика Коми — 2013, 2015 гг.)[44][45]
- Член жюри международного фестиваля театров кукол «Мечта о полете» (Курган — 2014 г.)[46]
- Руководитель семинара «Культура, власть и СМИ в регионе. Теория взаимопроникновения» (Курган — 2014 г.)[47]
- Председатель жюри международного кукольного фестиваля в Алма-Ате (2015 г.)[48]
- Почетный гость VII международного фестиваля театров кукол «Белгородская Забава» (Белгород — 2015 г.)[49]
- Почетный гость III международного фестиваля театров кукол «Магия на ветра» (Болгария — 2015 г.)
- Член жюри II международного фестиваля театров кукол «Преданья старины глубокой…» (Тамбов — 2016 г.)[50]
- Председатель жюри XVIII международного фестиваля театров кукол «Золотая Искра» (Крагуевац — 2016 г.)[51]
- Член жюри V международного фестиваля театров кукол (Подгорица — 2016 г.)[52]
- Председатель жюри XV международного фестиваля театров для детей в Баня Лука (Сербия — 2016 г.)
- Член жюри второго всероссийского фестиваля семейных любительских театров «Сказка приходит в твой дом» (Москва — 2016 г.)
- Член жюри международного фестиваля красоты и таланта «Краса Сибири» (Улан-Удэ — 2016 г.)
- Руководитель семинара «Работа актера над ролью после премьеры» (Улан-Удэ — 2016 г.)[53]
- Председатель жюри III международного фестиваля профессиональных театров кукол «Пушкинские истоки Кореневщино» (Липецк — 2016 г.)[54]
- Почетный гость международного фестиваля детских любительских театров «Кукла в детских руках» (Новокузнецк — 2017, 2018, 2019 гг.)[55][56][56]
- Предатель жюри международного фестиваля театров кукол «В гостях у Мойдыся» (Сыктывкар — 2017, 2019, 2021 гг.)[57][58]
- Член жюри III международного фестиваля театров кукол «Преданья старины глубокой…» (Тамбов — 2018 г.)[59][60]
- Эксперт конкурса молодежных проектов «Если бы я был Президентом» (Санкт-Петербург — 2018 г.)[61]
- Эксперт 5-летний юбилей в Тувинском театре кукол (Кызыл — 2018 г.)[62]
- Эксперт II международного фестиваля театра кукол «Куралай» (Астана — 2018 г.)[63]
- Председатель жюри XXIII международен куклено-театрален фестивал за камерни куклени представления за деца и възрастни «ДВАМА СА МАЛКО — ТРИМА СА МНОГО» & TheatAir (Болгария — 2018 г.)[64]
- Председатель жюри международного фестиваля театров кукол «Ассалаумағалейкум-V» (Актобе — 2018, 2022 гг.)[65][66]
- Председатель жюри (куклы) III Всероссийского фестиваля-конкурса любительских театров «Невские театральные встречи» (Санкт-Петербург — 2018 г.)[67]
- Член жюри I ОТКРЫТЫЙ ТЕАТРАЛЬНЫЙ ФЕСТИВАЛЬ «СВОЙ» (Екатеринбург — 2018 г.)[68]
- Член жюри международного фестиваля кукольных театров «Перекресток» (Новосибирск — 2019, 2022 гг.)[69][70]
- Руководитель мастер-классов «Работа актера над ролью после премьеры» (Абакан — 2019 г.)[71]
- Член жюри международного фестиваля театров кукол «Балтийский Кукловорот» (Выборг — 2019, 2020, 2022 гг.)[72][72][73][74]
- Руководитель семинара «Создание уличного театра» (Белгород — 2020 г.) [75]
- Творческий вечер «Детство... Главное в него не впадать!» (Санкт-Петербург — 2021 г.) [76]
- Почетный гость театральной премии им. Народного артиста РФ С. Ф. Железкина (Мытищи — 2021 г.)[77]
- Почетный гость IX международного фестиваля театров кукол «Белгородская Забава» (Белгород— 2021 г.)[78]
- Почетный гость X международного фестиваля театров кукол Баренцев региона (Мурманск — 2021 г.)[79][80]
- Руководитель семинара «Работа актера над ролью после премьеры» (Хабаровск — 2022 гг.)[81]
- Руководитель режиссерской лаборатории в театре «Святая крепость» (Выборг — 2024 г.) [82]
- Член жюри международного фестиваля кукольных театров «Перекресток» (Новосибирск — 2024)[83]

## Награды и звания
- Медаль ЦК ВЛКСМ «Мастер Золотые руки» (1989)
- Специальная премия и медаль Конгресса интеллигенции Российской Федерации имени Д. С. Лихачёва в программе «Окно в Россию» — институт искусств 1999 года за развитие Царскосельского филиала Санкт-Петербургской академии театрального искусства. (1999)
- Лауреат специальной премии Рок — Академии г. Пушкина «Надежда Года» (2006)
- Медаль «За Веру и добро» губернатора Кемеровской области (2007)
- Памятный знак и медаль губернатора Курганской области (2011)
- Медаль «За служение Кузбассу» II степени губернатора Кемеровской области (2012)
- Юбилейная медаль «Новокузнецк — 400» (2019)